# Hemicordulia continentalis
Hemicordulia continentalis är en trollsländeart som beskrevs av Martin 1907. Hemicordulia continentalis ingår i släktet Hemicordulia och familjen skimmertrollsländor. IUCN kategoriserar arten globalt som livskraftig. Inga underarter finns listade i Catalogue of Life.